# Zombi (jeu vidéo)
Vous lisez un « bon article » labellisé en 2009.
Pour les articles homonymes, voir Zombi.
Zombi est un jeu d'action-aventure développé et édité par Ubi Soft en 1986 sur Amstrad CPC en Europe, puis à l'étranger. Le jeu est par la suite porté sur Commodore 64, PC (DOS), et ZX Spectrum, puis sur des machines plus puissantes, l'Amiga et l'Atari ST. Premier jeu de l'entreprise française, il est adapté du film  Zombie sorti en 1978, le deuxième film de la trilogie de la Saga des zombies de George A. Romero, en particulier la séquence du centre commercial. Quatre personnes se posent sur le toit de ce complexe avec leur hélicoptère. Elles décident d'explorer le bâtiment infesté de zombies, en quête de carburant pour pouvoir repartir.
Ubi Soft monte une équipe composée de quatre Français, dont Yannick Cadin, encore lycéen à ce moment-là, Patrick Daher et Alexandre Bonan. Ils conçoivent le jeu sans se soucier des questions de droits d'auteur.
Zombi rencontre un certain succès à sa sortie, et permet de lancer Ubi Soft. La société connaît une croissance rapide, et devient en quelques années l'un des principaux acteurs mondiaux du jeu vidéo. En incorporant des éléments de différents genres, Zombi inaugure le jeu d'action-aventure[réf. nécessaire]. Son système de jeu novateur ouvre une nouvelle ère pour le jeu d'aventure, en préfigurant l'arrivée du pointer-et-cliquer utilisé depuis dans de nombreux titres du genre[réf. nécessaire].

## Trame

### Univers
Zombi adapte librement l'univers du film Zombie sorti en 1978, le deuxième film de la trilogie de la Saga des zombies de George A. Romero, en particulier la séquence du centre commercial,,. L'intrigue du jeu se déroule au début de l'été 1986, dans tous les étages d'un centre commercial et les personnages disposent de seulement 24 heures pour quitter les lieux,. À l'instar d'un vrai centre commercial, celui-ci propose de nombreux magasins divers,. Les premiers éléments de l'intrigue, jusqu'à l'arrivée dans le centre commercial sont présentés dans le manuel de jeu, sous forme d'une bande dessinée en noir et blanc.
Outre les quatre protagonistes Patrick, Yannick, Alexandre et Sylvie, l'intrigue met en scène une horde de zombies dangereux et une bande de pillards affamés et hostiles, des Hells Angels, qui possèdent du carburant et veulent s'emparer de l'hélicoptère,,,.

### Scénario
L'histoire commence le 15 avril 1986, alors qu’un message radio alerte la population : des morts-vivants qui se nourrissent de chair humaine jaillissent des cimetières et des morgues pour envahir le monde, et leur nombre ne fait qu'augmenter,,. À Berkley, aux États-Unis, un dernier groupe de rescapés se défend tant bien que mal, mais l'eau et les munitions viennent à manquer. Le groupe, décidé à quitter cet enfer, décide de rejoindre l'hélicoptère de l'hôpital. Il se lance dans une course effrénée parmi les zombies pour rejoindre le bâtiment et embarquer dans l'engin. Mais quelque temps après, la jauge d'essence de l'hélicoptère indique la réserve, obligeant le groupe à se poser sur le toit d'un supermarché infesté de morts-vivants,,,.
Les quatre derniers survivants, Patrick, Yannick, Alexandre et Sylvie, s'infiltrent dans le bâtiment à la recherche de carburant. Le groupe traverse de nombreux magasins, couloirs et escaliers mécaniques et massacre sur son chemin des dizaines de créatures. Les héros font la rencontre d'une bande de pillards, les Hells Angels, qui en veulent à leur nourriture. Le groupe les assassine et poursuit ses recherches, pour finalement dégoter des bidons d'essence,,. Les protagonistes finissent par quitter les lieux en hélicoptère, laissant derrière eux une horde de zombies affamés,.

## Système de jeu
Zombi est un jeu d'action-aventure en vue subjective qui mêle exploration, collecte d'objets, résolutions d'énigmes et combats en temps réels. Dans cette aventure graphique, le joueur a pour but de s'échapper du centre commercial en trouvant de l'essence, permettant de repartir dans l'hélicoptère. L'interface graphique est monochrome, entièrement en noir et gris, auxquels s'ajoutent quelques éléments bleus (les objets utilisables et les cadres de l'interface) et de rouge (sur les jauges de santé, l'heure et le cadre marquant la présence d'un zombi). Cette interface est divisée en plusieurs zones. La fenêtre la plus large affiche un écran fixe illustrant les différents endroits du supermarché tels que les magasins, les escalators et divers couloirs, dispersés sur les cinq étages du supermarché. Cette fenêtre affiche donc une série de ces écrans fixes, et lorsque le joueur décide de déplacer le personnage, un autre écran fixe est chargé avec un effet de scrolling,,. Une icône en forme de cube en trois dimensions permet d'indiquer une direction (nord, sud, est, ouest, monter et descendre), et en fonction de chaque image, une nouvelle image est chargée,. Les quatre protagonistes sont affichés en haut de l'interface sous forme de portraits. Le joueur incarne et contrôle tour à tour l'un des quatre personnages, qui s'affiche alors à droite de l'écran accompagné de son inventaire. À cet endroit, trois jauges représentent l'état de santé du protagoniste. Le joueur doit ainsi surveiller la faim, la soif et le sommeil du personnage,. Au milieu sur la partie haute s'affiche également un portrait des ennemis. Une horloge qui indique l'heure est affichée pour aider à cette tâche,. Un petit encadré affiche également des messages sur la situation en cours. Les personnages peuvent agir et se déplacer indépendamment les uns des autres,.
Pour avancer dans l'aventure, le joueur dispose d'un éventail de dix-huit actions représentées sous formes d'icônes situées en bas de l'écran. Toutes les actions se sélectionnent et se valident à l'aide du clavier ou du joystick. Le joueur peut se déplacer de pièce en pièce dans toutes les directions ou monter dans des véhicules, se nourrir, se reposer dans un lit, ouvrir ou fermer une porte. Il peut également ramasser, utiliser et jeter des objets, tels que des clés, un fusil, des fusibles ou encore une torche. Il peut également activer des objets,.
Les objets sont primordiaux, dans la mesure où ils permettent d'avancer dans les lieux, de résoudre des énigmes ou de se défendre. Le joueur peut les repérer grâce à leur couleur bleue, mais il doit chercher l'intérêt pour résoudre les énigmes que propose le jeu. Il profite d'être dans un centre commercial et peut visiter les différents magasins pour trouver ces objets, ou simplement les ramasser sur le sol. Le jeu en propose une multitude, parmi lesquels certains n'ont aucune utilité. Cependant, la limite de quatre objets par personnage, oblige le joueur à ne ramasser que les objets dont il pense avoir besoin. Ces énigmes sont des sortes de mini-quêtes, comme rétablir le courant, déplacer un camion pour empêcher les zombies de rentrer dans le centre commercial, ou entreposer des cadavres dans une chambre froide. Certaines salles sont plongées dans le noir, et ne sont éclairées partiellement que si le joueur trouve et utilise une lampe-torche.

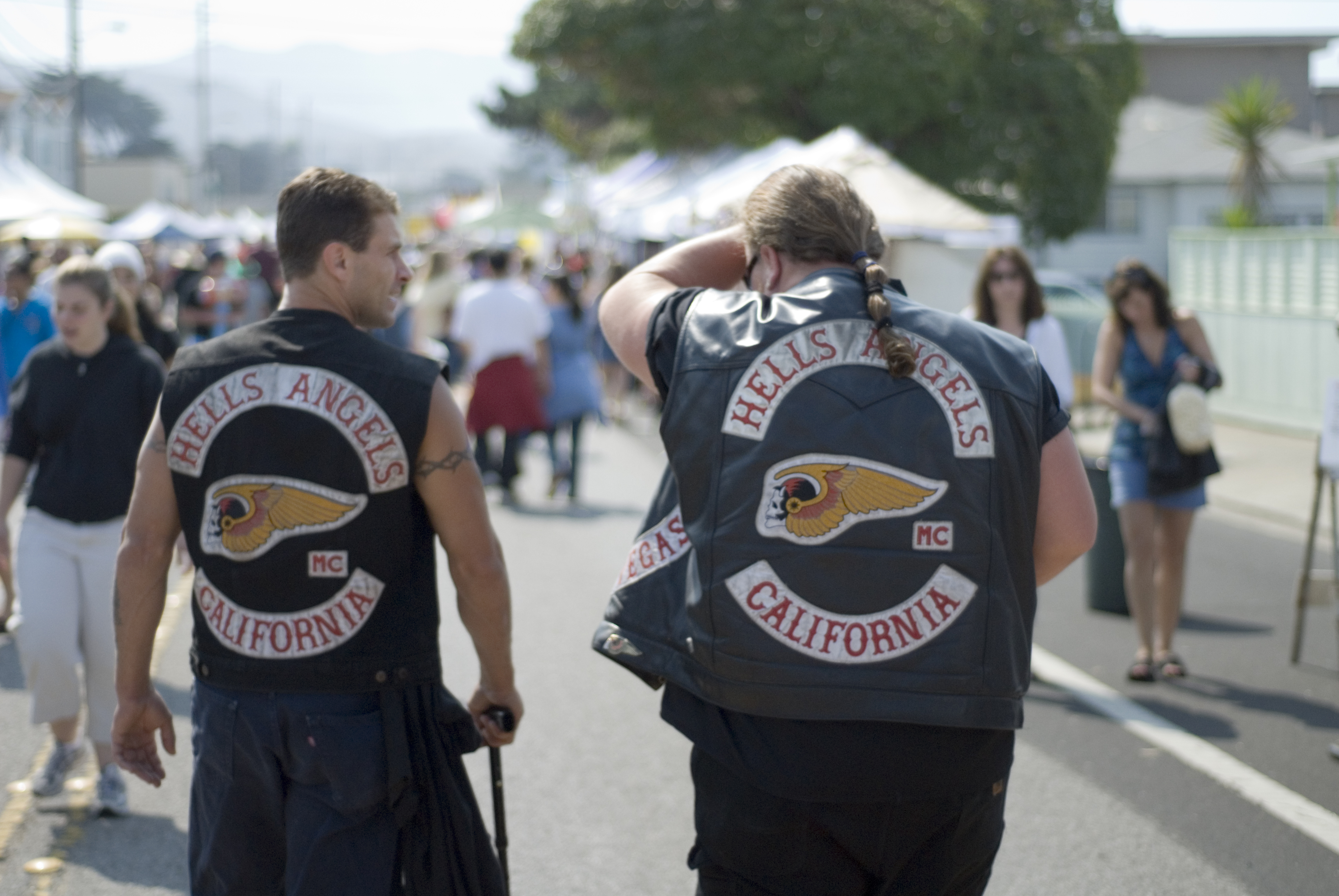
Des pillards, des Hells Angels, font également partie des antagonistes.

Au cours de l'aventure, les quatre héros affrontent des zombies et le groupe antagoniste des Hells Angels qui pullulent dans le centre commercial, affichés le cas échéant par un portrait en haut de l'interface. Les ennemis attaquent le joueur après huit secondes passées dans la même pièce,. Les combats se déroulent en temps réel. Pour asséner un coup à son adversaire, le joueur doit appuyer répétitivement sur deux boutons ou bouger le joystick pendant une vingtaine de secondes (ou le bouton de la souris pour certains portages),,, et arrêter un curseur au bon moment sur une mire placée dans la barre de l'interface. En cas de réussite, le coup est porté. Le jeu propose comme seule arme à feu, un fusil qui peut être récupéré dans un magasin d'armes. Les ennemis peuvent être tués par plusieurs tirs dans le corps, ou en un seul tir dans la tête. Le joueur peut également se servir d'outils comme armes blanches.
Si la santé d'un personnage est réduite à zéro, il se métamorphose en zombie et erre alors dans la pièce où il est mort. Il est alors plus raisonnable pour le joueur et la survie de son équipe d'éliminer le personnage mort-vivant. Son portrait est alors remplacé par une croix,,. Les quatre personnages représente ainsi autant de vie pour le joueur. Le joueur doit faire manger et boire le personnage, le faire dormir. Le jeu intègre un cycle jour-nuit. Par ailleurs, le jeu propose un système de sauvegarde qui permet de mémoriser l'avancement d'une partie  et de recommencer à tout moment.

## Développement

### Genèse d'Ubi Softet de l'équipe
Dans les années 1980, les cinq frères Guillemot (Claude, Michel, Yves, Gérard et Christian) veulent diversifier les activités de l'entreprise familiale spécialisée dans les produits agricoles, un marché qui connait des difficultés à cette époque, pour se tourner vers les nouvelles technologies et redresser la barre,. En 1984, Michel, l'aîné de cinq frères, est le premier, à fonder Guillemot Informatique, et à faire de la vente de petits ordinateurs dans un magasin d'informatique,, puis de la distribution de jeux vidéo, notamment sur Amstrad CPC et Atari 8-bits. Par la suite, Michel Guillemot fait un voyage en Angleterre, où il découvre que les jeux vidéo y sont moins chers qu'en France. De retour dans l'hexagone, il achète une page de publicité dans un magazine spécialisé pour proposer un service de distribution de jeux. Les retours et retombées dépassent largement les espérances. Il y voit tout le potentiel du marché, alors qu'à cette époque, Guillemot International est créé à la fin de l'année 1985. De plus, les quatre frères sont amateurs de jeux vidéo, et sentent l'intérêt de vendre ceux-ci aux jeunes, et pas seulement en France. En outre, Michel connait la programmation. Après avoir achevé ses études de commerce à l'Institut des petites et moyennes entreprises de San Francisco, Yves Guillemot rentre en France en 1986 et fonde Ubi Soft avec ses frères. L'entreprise a pour but d'éditer des jeux, mais aussi de leur permettre de créer eux aussi leurs propres jeux. Cependant, il veille à utiliser ce nouveau nom, qui leur permet en toute discrétion de travailler à cette activité tout en continuant d'acheter des jeux à ses concurrents sous la bannière Guillemot International. À ses débuts, Ubi Soft distribue même des jeux qui lui sont directement fournis par Guillemot International,,,.
La nouvelle société cherche donc à créer une équipe de développement de jeux, alors qu'elle loue des locaux à Créteil. Selon le magazine français Retro Playing Mag, cet attrait pour une production de logiciel français est provoqué par une action du Gouvernement français, soutenant financièrement les distributeurs, en les incitant à augmenter leur catalogue made in France (« fabriqué en France »). Yannick Cadin relate, qu'à la fin de l'année 1985, il est âgé de 18 ans et demi à ce moment-là et lycéen, dans une filière informatique de programmation, selon ses propos dont « le niveau était très nul, c'était à pleurer ». Il précise que par un concours de circonstances, il peut passer voir dans les locaux de l'éditeur de jeux vidéo parisien Rainbow Production, situés à deux pas de la Place de la République, Boulevard Voltaire, puisqu'un de ses camarades de classe connait l'un des employés. Lorsque deux semaines plus tard, quand les deux lycéens y retournent, une certaine Sylvie, l'interpelle et le convie dans son bureau,. Celle-ci est chargée de monter une maison d'édition de jeu qu'elle prévoit de diriger, et cherche à constituer une petite équipe capable de développer un jeu vidéo. Cette nouvelle entité est en réalité Ubi Soft — à ce moment-là, Ubisoft s'écrit en deux mots. Elle a déjà « virtuellement embauché » un des graphistes de Rainbow, celui-ci a en outre un ami capable de fournir un scénario pour ce premier projet. Cadin accepte la proposition, bien qu'il n'ait jamais écrit un programme de plus de 100 lignes en assembleur. Il s'entraine cependant depuis plusieurs mois sur un ZX81 d'occasion, un Canon X-07 offert par ses parents et un Amstrad CPC 664, mais aussi de nombreux périphériques, tout ceci acheté avec ses économies.

### Conception

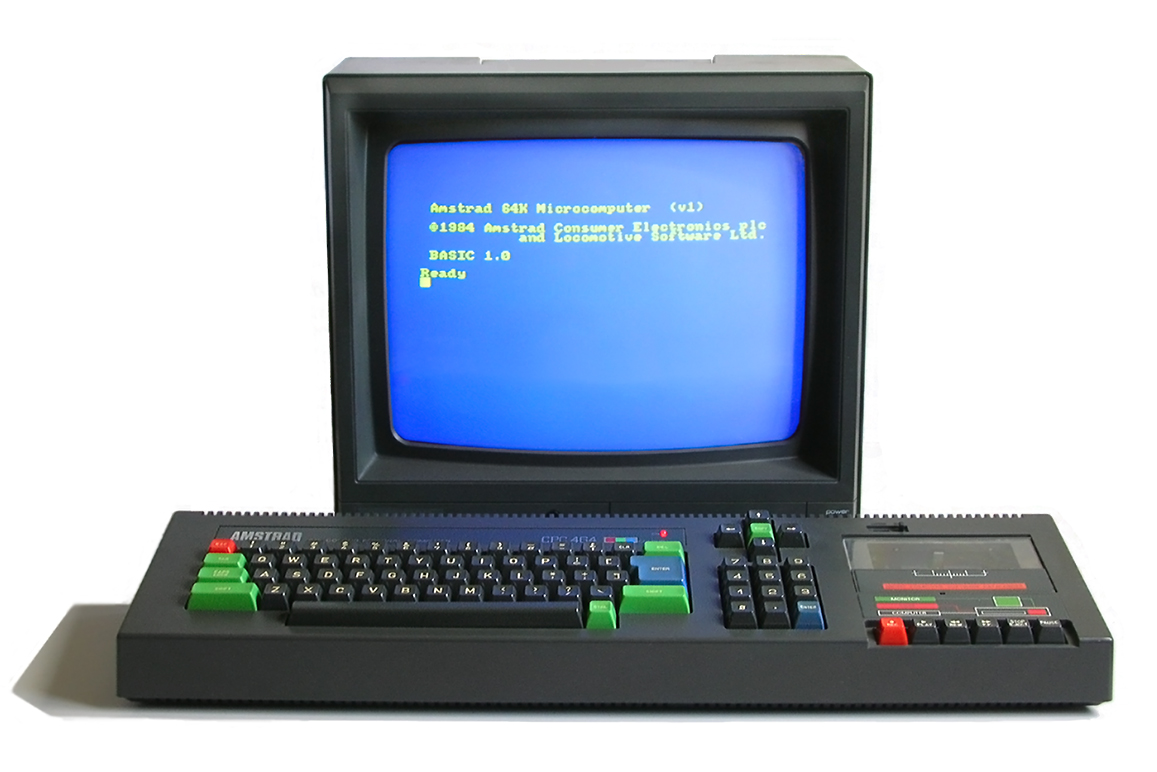
Zombi est d'abord programmé sur Amstrad CPC.

Cadin rencontre Patrick Daher, le graphiste et Alexandre Bonan, le scénariste. Daher a déjà réalisé les graphismes du jeu Attentat pour le compte de la petite entreprise Rainbow. De son côté, Bonan a dessiné un storyboard sur un cahier d'écolier avec les grandes idées constituant l'histoire de Zombi. Le projet est donc lancé. C'est donc Bonan qui propose la thématique des zombies, puisque lui et Daher ont apprécié le film Zombie de George A. Romero sorti en 1978. Le scénario prend pour base le montage européen réalisé par Dario Argento, plus court, plus rythmé, et privilégiant davantage l'action que la version américaine de Romero,. Le jeu est pourtant adapté du film sans aucune licence, sans aucune autorisation des ayants droit,. Bonan réalise un premier storyboard (inclut dans le manuel du jeu) avec un début d'histoire sur lequel fonder un jeu. Ubi Soft recrute un musicien, Philippe Marchiset, pour enrichir l'ambiance horrifique du titre.
Zombi est programmé sur Amstrad CPC et est destiné à cette plate-forme. Il est programmé en assembleur, pour tenir sur la totalité d'une seule face de disquette. Les dessins prennent à eux seuls 180 ko, uniquement pour les images de lieux. Il utilise le mode 1 du CPC, permettant une résolution de 320 × 200 pixels et l'affichage de quatre couleurs. Cette option n'est pas décidée en fonction des futurs portages, puisque Cadin explique qu'ils n'ont pas conscience qu'Ubi Soft portera le jeu sur d'autres plates-formes par la suite. Le mode graphique est choisi pour obtenir le compromis entre finesse du point et gain de place. Les visuels en monochrome permettent également de diviser par deux la taille nécessaire au stockage de chaque image. En outre, Cadin impose de programmer le jeu en deux couleurs, gris et noir, ce qui donne un aspect moins clair aux visuels, et permet de mieux retranscrire l'ambiance sombre du film. D'autre part, cette limitation à deux couleurs sur l'Amstrad CPC qui peut en afficher quatre, permet d'afficher les éléments avec lesquels le joueur peut interagir dans une couleur différente de celle des décors, un effet inédit à cette époque (1986). Philippe Marchiset se charge de la partie audio du jeu et intègre des notes caractéristiques de la bande-son du film les Griffes de la nuit, sans se soucier des droits d'auteurs. Les personnages reçoivent le nom des créateurs du jeu, Patrick, Yannick et Alexandre, ainsi que celui de Sylvie. Le travail avance vite, même si le programmeur avoue « qu'une personne plus expérimentée aurait peut-être mis 25 à 30 % de temps en moins ».
Au bout de deux à trois mois, Cadin n'arrive pas bien à concilier la programmation et les contraintes du lycée, puisqu'il travaille sur le jeu durant son temps libre, après l'école de 19h le soir jusqu'à une à deux heures dans la nuit. Il est très fatigué la journée, il travaille beaucoup, fait parfois des nuits blanches ou dort sur la moquette au sol. Ainsi, il arrête sa scolarité et est embauché à mi-temps par Ubi Soft. Il s'appuie sur un livre de référence, Programming the Z80. Finalement, Zombi est conçu en environ six mois et devient le premier jeu vidéo d'Ubi Soft.  Pendant la création de Zombi, Ubi Soft édite les portages des jeux réalisés par Elite Systems, Commando et Ghosts'n Goblins.
Dès que le jeu obtient un certain succès, Ubi Soft réclame une version cassette de Zombi. Cadin doit donc placer les 180 ko de dessins plus 20 à 30 ko de programme sur les 42 Ko de mémoire vive de la cassette. En quelques jours, un de ses amis du lycée, Laurent Coemelck, parvient à optimiser les fonctions codées par Cadin. Ils parviennent finalement avec un mélange d'images matricielles et d'vectorielles à produire une version dégradée de la disquette, tenant sur ces 42 Ko.
Dans le jeu, des messages incitant d'éventuels programmeurs à rejoindre Ubi Soft sont inclus.

### Portages
Les portages du jeu ne sont réalisés que deux à trois ans après la sortie de la version originale. En effet, Ubi Soft n'édite des jeux que sur Amstrad CPC, cet ordinateur étant très répandu en France, alors que le parc de ZX Spectrum et de Commodore 64 est peu important. La version originale est développée pour Amstrad CPC 464, alors que la version 6128 est complètement recodée, bénéficiant de graphismes plus détaillés. Le succès de leur jeu pousse Ubi Soft à adapter Zombi sur d'autres machines. Ainsi de 1988 à 1990, le jeu est porté sur des machines 8 bits concurrentes, les Commodore 64 et ZX Spectrum et sur PC (sous DOS de Microsoft), mais aussi sur des machines 16 bits plus puissantes, l'Amiga et l'Atari ST.
Les versions Amiga et Atari ST apportent un système simplifié de contrôles privilégiant l'usage de la souris, et des visuels en couleur. La fenêtre affichant les images est équipée sur les quatre côtés de flèches permettant de choisir la direction et un clic directement dessus permet de déplacer le personnage,,,. Les icônes d'action sont réduites au nombre de quatre, car le reste des actions se réalise en pointer-et-cliquer sur l'environnement à l'aide de la souris (utiliser un objet, sauvegarder et charger une partie, quitter le jeu). La version Amiga et Atari ST reçoivent une amélioration sonore, à la mesure des capacités des plates-formes,. La version Commodore 64 et ZX Spectrum bénéficie de la nouvelle interface, mais garde des graphismes en noir et blanc, l'interface gagnant quelques couleurs,,. Sur cette dernière plate-forme, une petite fenêtre de forme carrée permet dès lors d'afficher des objets. Cette version est réalisée par Geoff Phillips, sur demande d'Ubisoft spécialement pour la version 48K de l'ordinateur, sans proposer d'amélioration spécifique à l'utilisation d'un ZX Spectrum 128. Le programmeur passe beaucoup de temps à optimiser les graphismes pour les faire rentrer dans la mémoire, avant de se rendre compte que le jeu ne pourrait fonctionner que sur la version 128K. Le magazine Retro Gamer explique l'accueil commercial relativement plus mitigé de ce portage éventuellement par cette limitation, par les deux à trois années écoulées entre la sortie de la version originale et ses portages, mais aussi car le jeu est basé finalement sur un film sorti plus de dix ans plus tôt. La version PC reste visuellement et du point de vue de l'interface identique à l'original,,,. Dans les portages, les objets utilisables ne sont plus mis en valeur par rapport au reste du décor.

## Accueil
| Aperçu des notes reçues             | Aperçu des notes reçues |
| Amstrad CPC                         | Amstrad CPC             |
| ----------------------------------- | ----------------------- |
| Média                               | Notes                   |
| Amstrad Accion (ES)                 | 8,8/10                  |
| Tilt (FR)                           | 4,6/5                   |
| MicroStrad (FR)                     | 3/5                     |
| Amstradebdo (FR)                    | 17/20                   |
| Amstrad Action (UK)                 | 69 %                    |
| Amtix! (UK)                         | 93 %                    |
| ASM (DE)                            | 10/10                   |
| Les Cahiers d'Amstrad Magazine (FR) | 4,5/5                   |
| PC                                  |                         |
| Média                               | Notes                   |
| Computer and Video Games (UK)       | 92 %                    |
| Jeux et Stratégie (FR)              | 8/10                    |
| Tilt (FR)                           | 14/20,                  |
| Atari ST                            |                         |
| Média                               | Notes                   |
| Guida Videogiochi (IT)              | 11/20                   |
| The Games Machine (UK)              | 77 %                    |
| ASM (DE)                            | 9/12                    |
| Power Play (DE                      | 64 %                    |
| Atari ST User (UK)                  | 9/10                    |
| Atari Magazine (FR)                 | 91 %                    |
| The One (UK)                        | 72 %                    |
| ST Format (UK)                      | 40 %                    |
| Amiga                               |                         |
| Média                               | Notes                   |
| Joystick (FR)                       | 90 %                    |
| The Games Machine (UK)              | 79 %                    |
| ACE (UK)                            | 860/1000                |
| CU Amiga (UK)                       | 85 %                    |
| Amiga Joker (DE)                    | 69 %                    |
| Datormagazin (DE)                   | 6/10                    |
| Commodore 64                        |                         |
| Média                               | Notes                   |
| Zzap!64 (UK)                        | 72 %                    |
| MicroHobby (ES)                     | 65 %                    |
| Super Commodore 64/128 (IT)         | 7,5/10                  |
| ZX Spectrum                         |                         |
| Média                               | Notes                   |
| Crash (UK)                          | 81 %                    |
| Computer and Video Games (UK)       | 93 %                    |
| Sinclair User (UK)                  | 87 %                    |
| Your Sinclair (UK)                  | 77 %                    |

### Critiques de la version originale
Zombi reçoit un très bon accueil de la presse spécialisée lors de sa sortie,,,,.
Tilt encense le jeu pour ses graphismes, la maniabilité et son scénario « superbes », et tire un « coup de chapeau à cette jeune société qui commence sa carrière avec brio ». Le magazine apprécie également « la rapidité » de l'interface, « la variété des actions possibles, la sophistication du scénario [et] l'intrigue [qui] fourmille d'astuces ». Les Cahiers d'Amstrad Magazine qualifie l'ambiance de « morbide et angoissante » dans un jeu aux nombreux effets. Selon Amstar, la durée de vie est « impressionnante » et l'option permettant de sauvegarder une partie est « bienvenue ». Le magazine juge la gestion des personnages par le biais des icônes « originale » bien que « devenant pratique courante » à cette époque. Réaliser des actions est ainsi « un plaisir ». Pour le magazine, Zombi est visuellement « exceptionnel ». MicroStrad juge les visuels « superbes et fourmillent de détails » bien qu'ils ne soient pas très colorés. Selon le magazine, plusieurs éléments de gameplay font preuve d'un réalisme poussé à l'extrême. Il apprécie particulièrement le jeu qu'il qualifie de « formidable, somptueux et sublime » ou « fascinant » mais aussi une ambiance de « cauchemar ». Amstradebdo relève un « système d'icône unique au monde » et une action immédiate. Le magazine trouve chaque dessin « précis » et les effets de scrolling « impressionnants ». Il rajoute que le scénario est « assez complexe » et le jeu « assez difficile », offrant une durée de vie conséquente. Amstrad Action estime le scénario plutôt « simple », et la prise en main un peu difficile au premier abord, avec un niveau de difficulté pas si simple. Le magazine considère qu'il peut devenir un hit, mais qu'il souffre de bogues (le journaliste indique ceci pour sa version testée), et d'un manque d'instruction données au joueur. Il juge cependant les visuels de grande qualité. Amtix! juge que « l'interface peut paraitre intimidante », et le système de déplacement avec l'icône en forme de cube « assez étrange ». Le magazine considère que l’atmosphère créée donne « réellement l'impression au joueur d'être dans » le centre commercial, et estime que le visionnage du film dont il s'inspire avant le jeu, apporte à l'expérience de jeu. Il précise que la prise en main du système d'icône n'est pas évident, mais une fois maitrisé, il s'avère que ce système apporte énormément au gameplay, notamment de la vitesse, d'autant plus que le jeu se déroule en tempe réel. Amtix! regrette que la musique soit seulement jouée durant l'introduction du jeu. Le magazine remarque que quand une action est lancée, par exemple combattre, il est impossible de faire marche arrière. Bien que l'usage important des commandes puisse surprendre au départ pour un jeu d'aventure, « cela fonctionne vraiment » et le jeu est « superbe » et « excellent ». Selon ASM, Zombi est un « jeu amusant », qui a son « propre charme ».

### Critiques des portages
Les portages de Zombi sont globalement assez bien reçus par les critiques de la presse vidéoludique. Les critiques apprécient l'ambiance et l'amélioration des contrôles. Certains médias jugent le jeu parfois vieillot ou ne tirant pas assez partie des capacités des plates-formes, mais la globalité apprécie l'expérience de jeu.
Concernant la version PC, Arcades décèle un jeu « très prenant » mêlant action et réflexion. Le magazine juge les visuels irréprochables, mais note à regrets l'absence de son. Il constate également une sous-utilisation de la souris et des déplacements d'icônes peu intuitifs. Selon Tilt, la maniabilité est « à toute épreuve », les graphismes très « réalistes » avec des décors « bien dessinés »,. Le manque de bruitage et d'animation est cependant relevé, provoquant un effet statique, un manque de vivacité et de réalisme,. Pour le magazine, « la réflexion l'emporte donc sur l'action » dans un jeu « original et bien conçu »,. Jeux et Stratégie juge Zombi « extrêmement simple dans son fonctionnement », mais aussi « bien conçu » et recélant « mille astuces ou pièges ». Pour Computer and Video Games, le jeu réussit à reproduire « parfaitement l'ambiance » de son modèle, malgré « des graphismes qui ne sont pas fantastiques », et une adaptation de premier plan d'un classique du film d'horreur. le son permet seulement ce que la plate-forme est capable de faire, c'est-à-dire quelques bips sonores. Comme pour la version originale, le système est jugé un peu complexe de prime abord, mais remplissant son rôle une fois qu'il est acquis.
ASM apprécie globalement la version Atari ST. The Games Machine juge l'ambiance « terrifiante ». Pour The One, cette version est un portage d'un jeu ancien, sans animation, avec des écrans statiques, mais qui reste pourtant captivant. Cependant, cela pourrait déplaire aux joueurs. Le magazine apprécie l'aspect sonore, mais note que la bande-son ne peut être coupée qu'en enlevant également les bruitages. Guida Videogiochi juge les graphismes « corrects » sur la plate-forme, mais estime que la fenêtre d'affichage est trop petite. Pour le magazine, le jeu risque ne pas contenter les amateurs du jeu d'aventure. Selon Atari ST User, le jeu correspond tout à fait à ceux qui cherchent un jeu à l'ambiance particulière.
ACE apprécie le portage Amiga, notamment pour l'ambiance recréée dans le jeu. Il juge que les visuels alternent entre le « gore » et le « mystère ». D'après Joystick, les graphismes sont « réalistes » et l'ambiance sonore permet au joueur de revivre l'angoisse des héros du film sur lequel le jeu se base. Le magazine qualifie le jeu d'« excellente aventure, macabre à souhait ». CU Amiga estime que la musique et les sons, plus étoffés que sur Amstrad CPC, restent malgré tout basiques. Le magazine apprécie les visuels, mais ne peut s'empêcher de voir un simple portage de graphismes moins bons (sur une plate-forme moins performante). The Games Machine juge cette version aussi bonne que le portage sur Atari ST. Le magazine note l'amélioration sonore, mais qui reste tout de même modeste. C'est aussi l'avis de CU Amiga, qui juge les capacités de la plate-forme sous-exploitées.
De la version Commodore 64, Computer and Video Games apprécie le système évolué des contrôles et des déplacements, « plus simples ». Selon Zzap!64, le joueur oublie rapidement les limitations visuelles des graphismes, toujours en noir et blanc, dans la mesure où ils sont très détaillés. Le magazine estime que le jeu réussit à retranscrire une ambiance particulière, mais juge le jeu globalement « vieillot », bien qu'il soit « bien conçu ». Il précise qu'il aurait pu être un très gros hit trois à quatre années plus tôt, mais qu'il commence à dater. MicroHobby qualifie le jeu d'amusant, « d'aventure authentique », mais un peu « simple ». Super Commodore 64/128 estime que le joueur manque d'information, aussi bien dans le jeu que dans le manuel.
Your Sinclair analyse la version ZX Spectrum et reproche un manque d'action dans les combats. Il relève des graphismes monochromes comme l'absence de son, mais considère que ce n'est pas un mauvais jeu dans lequel le joueur peu se plonger grâce à son ambiance. Computer and Video Games apprécie les changements aux niveaux des contrôles, qui « simplifient » le jeu. Le magazine juge le jeu ainsi plus impressionnant, que « les amateurs d’horreur et de bons jeux pourraient apprécier ». Selon Crash, la fenêtre affichant l'action est très petite, une petitesse provoquée par la présence d'icônes. Malgré ce défaut, le magazine estime que Zombi est plutôt bon, et pourrait être le début d'un changement pour Ubi Soft, alors que la rédaction n'a pas vraiment apprécié les précédents titres. Le magazine juge le jeu vieillot mais le meilleur de la jeune entreprise française, avec des visuels monochromes mais bien dessinés. Sinclair User partage globalement le même avis, et considère que le jeu s'appuie plus sur le suspense que sur l'aspect gore.

### Ventes
En France, le jeu se vend à 600 exemplaires, où il figure parmi les meilleures ventes (en janvier 1987). Les ventes démarrent en France, puis au Royaume-Uni, en Allemagne et aux États-Unis, si bien que ce succès commercial offre une croissance rapide à Ubi Soft qui enchaîne les titres. En décembre 1987, Ubi Soft déclare que le jeu se vend « toujours bien ». C'est le premier succès d'Ubi Soft. Lors de l'interview de Yannick Cadin en 2007, le journaliste parle familièrement d'un « très gros carton » pour Zombi. À la suite du portage sur Commodore 64 du jeu, Ubi Soft comprend qu'elle peut vendre plus de produits en exportant à l'étranger. Elle se tourne d'abord vers le Royaume-Uni, via Elite Systems, avec qui l'entreprise travaille déjà, puis en Allemagne avec d'autres partenaires, puis aux États-Unis. De plus, l'entreprise continue, à éditer des jeux d'entreprises concurrentes en plus de ses propres productions. En 1991, la presse rapporte sa notoriété dans la communauté des amateurs de films gore.

## Postérité

### Essor d'Ubi Soft
Dans les mois qui suivent, Ubi Soft connaît une croissance rapide et annonce fin 1988 un chiffre d'affaires annuel prévisionnel de 10 millions de dollars pour l'année 1989. À la même époque, la firme installe son siège social dans un château breton du XIXe siècle où ses employés peuvent séjourner et profiter d'activités offertes telles que des sorties en canoë ou en ski nautique. Les conditions de travail difficiles de Créteil appartiennent au passé. En 1988, Ubi Soft organise une grande réception à laquelle sont conviés les journalistes et annonce la sortie prochaine de sept nouveaux jeux : Iron Lord, Puffy's Saga, Skateball, Night Hunter (nommé Vampire à l'époque de cette annonce), Final Command, B.A.T. et Fer et Flamme. La société prépare également des versions anglaises et américaines de ses titres, et signe un contrat avec Epyx pour la distribution de l'ensemble de ses jeux aux États-Unis. Dès le début de l'année 1988, Ubi Soft marque son intérêt à se développer au niveau mondial, par sa présence lors du CES 1988 à La Vegas au début de l'année, ou l'entreprise présente ses créations et le Iron Lord, mais aussi lors de l'édition estivale,. Par la suite, Ubi Soft devient l'un des principaux acteurs dans le secteur du jeu vidéo en Occident,, avec des franchises telle que Rayman dès 1995 (28 millions de titres vendus), Splinter Cell depuis 2002 (31 millions), Les Lapins crétins depuis 2006 (14 millions), et depuis 2007 Assassin's Creed (77 millions) — chiffres datant de 2015,,,,.

### Rééditions en compilation
En 1988, Zombi est réédité par Ubi Soft sur Amstrad CPC dans la compilation intitulée L'album Ubi, contenant Asphalt, Inertie, Mange Cailloux, Manhattan Light. Le jeu est réédité cette année-là sur PC (DOS) dans la compilation L'Album PC aux côtés de Masque + et Le Nécromancien,. En 1989, il est également publié dans la compilation 10 Mega Hits sur PC, avec Game Over II, Hurlements, Le Maître des âmes, Le Nécromancien, Megawatt, Playhouse Strip Poker, Starlord, Tetris, The Enforcer. Le jeu parait également en 1989 dans la compilation Best of Volume 2 sur Amstrad CPC, avec Football Manager 2, Hotshot, Le Nécromancien et Tetris. Il est également réédité en 1989 dans la compilation Master Navy avec Navy Moves, Hotshot, Bomb Jack, Football Manager 2, Tetris et Ace 2. En 1991, il est également inclus dans une compilation intitulée The Ultimate Collection sur Amstrad CPC, Commodore 64, et ZX Spectrum, aux côtés des titres Skate Wars, Pro Tennis Tour, AMC, After the War et Stunt Car Racer. Sa sortie est annoncée pour l'été 1991.

### Importance
Zombi est un titre avant-gardiste pour l'époque, de par son introduction d'une interface gérée par un système d'icônes,,. Selon Yannick Cadin : avant sa sortie, les jeux d'aventure étaient basés essentiellement sur la réflexion, à la différence des jeux d'action basés sur les réflexes. Zombi propose un nouveau concept qui combine des éléments du jeu d'aventure (exploration, collecte d'objets et résolution d'énigmes) à des éléments du jeu d'action (combats en temps réel). Ne sachant pas comment classer ce jeu hybride, les revendeurs inventeront un nouveau genre, le jeu d'action-aventure. Sa mise en œuvre du système d'actions sous forme d'icônes a ouvert une nouvelle ère pour le jeu vidéo d'aventure. Selon le magazine français Retro Playing Mag, Zombi est donc le premier représentant du genre jeu d'action-aventure et offre les bases aux jeux d'aventure en pointer-et-cliquer. Pour le chercheur en sciences de l'information Sébastien Genvo, c'est justement cette combinaison de différents genres (jeu d'aventure, jeu de rôle, jeu d'action) qui fait « de Zombi un précurseur d'autres genres vidéoludiques à venir, en premier lieu le survival horror ». Si le jeu est porté sur différentes plates-formes utilisant le clavier et la souris, la postérité retient surtout Zombi comme emblème de l'aventure graphique sur Amstrad.
Le jeu Hurlements réutilise le même moteur de jeu que Zombi. Malgré certaines similitudes, le jeu d'Ubi Soft ZombiU sorti en 2012 n'a pas de relation avec Zombi,,, même si le jeu lui rend hommage via un petit clin d’œil (une skin nommée "Punk is not dead" pour la batte de cricket reprend en effet un visuel d'un graffiti mural du jeu de 1986). Le titre ZombiU est cependant un héritage de ce premier jeu d'Ubi Soft. Yves Guillemot précise : « il faut simplement se souvenir que les zombis et Ubi Soft, ce n’est pas nouveau. C’est une longue histoire d’amour ».
IGN place Zombi en 41e position de sa liste des 50 meilleurs jeux vidéo de zombie.

### Ressources primaires
1. 1 2  Ubi Soft, Ubi Soft : Zombi - Manuel de jeu, Ubi Soft, 1986, 27 p., p. 2-20.
2. ↑  Ubi Soft. Zombi (Amiga, Atari ST, Commodore 64, PC (DOS), ZX Spectrum). Ubi Soft. 1986.

### Interviews
1. 1 2 3 4 5 6 7 8 9 10 11 12 13 14  « Chronique vidéo Retro Découverte - Zombi, le tout premier jeu d'Ubisoft », sur Jeuxvideo.com, 18 novembre 2017.
2. ↑  Satoru Iwata, « Iwata demande - 2. Ce qui est possible ou non - ZombiU », sur Nintendo, 11 décembre 2012.
3. 1 2 3 4 5 6 7 8 9 10 11 12 13 14 15 16 17  Ranx, « Interview de Yannick Cadin », sur Alone in the Past?, 19 avril 2007.
4. ↑  Satoru Iwata, « Iwata demande - 1. Deux « Zombis » et vous - ZombiU », sur Nintendo, 11 décembre 2012.
5. ↑  (en) Matt Peckham, « Ubisoft CEO Talks 'Assassin's Creed,' Takeover Bids And More », sur Time, 20 décembre 2016.
6. 1 2  (en) Mathew Kumar, « Q&A: CEO Guillemot on Ubisoft's origins, China expansion », sur Gamasutra, 9 août 2017.
7. ↑  Cedric Gasperini, « Interview de Yves Guillemot, PDG d'UbiSoft », sur Gamalive, 1er avril 2013.

### Ressources secondaires
1. 1 2 3  Nolwenn Mousset, « La saga Ubisoft, d’une ferme bretonne aux écrans du monde entier », sur Les Échos, 23 juin 2016.
2. 1 2 3 4 5 6  « Coup d'œil : Zombi », Tilt, no 54,‎ mai 1988, p. 28.
3. 1 2  (en) « A to Z: Zombi », CU Amiga, no 14,‎ avril 1991, p. 101.
4. 1 2 3 4 5 6 7 8 9 10 11 12 13 14 15 16 17 18 19 20 21 22 23 24 25  « Décryptage : Zombi », Retro Playing Mag, no 7,‎ septembre 2015, p. 64-65.
5. 1 2 3 4 5 6 7 8 9 10 11 12 13  (en) « Review: Zombi », Computer and Video Games, no 101,‎ avril 1990, p. 80-81.
6. 1 2 3 4 5 6 7 8  (en) « Zombi », Zzap!64, no 67,‎ novembre 1990, p. 43.
7. ↑  (es) « Première: Zombi », MicroHobby, no 200,‎ juin 1990, p. 8.
8. 1 2 3 4 5 6 7 8 9 10 11  (en) « Zombi », Amtix!, no 15,‎ janvier 1987, p. 26-27.
9. 1 2 3 4 5 6 7  « Aventure : Zombi », Amstar, no 12,‎ août-septembre 1987, p. 39.
10. ↑  « Zombi », Amstar, no 1,‎ septembre 1986, p. 15.
11. 1 2 3 4 5 6 7  « Amstradebdo décerne les crocos d'or 1986 - Aventures : Zombi », Amstradebdo, nos 10-11,‎ 24 décembre 1986, p. 22.
12. 1 2 3 4 5 6 7 8 9 10  « Logiciels : Zombi », Arcades, no 6,‎ mars 1988, p. 96.
13. 1 2 3 4 5 6 7 8  Jean-michel Maman, « Logithèque : Zombi », Les Cahiers d'Amstrad Magazine, no 6,‎ octobre 1986, p. 80.
14. ↑  (en) « Cheat Mode: Zombi », Computer and Video Games, no 119,‎ octobre 1991, p. 70.
15. 1 2 3 4  Patrick Hellio 2018, Icônes, choix multiples : L'Interface évolue - L'Ère du stick 'n click, p. 57-59.
16. 1 2 3 4 5  (en) « Over There », Computer Gaming World, no 78,‎ janvier 1991, p. 59 (lire en ligne).
17. 1 2 3 4 5 6  « Aventure Zombi », Tilt, no Hors-série 9,‎ juin 1988, p. 77, 108.
18. 1 2 3  « Microtop : Zombi », Jeux et Stratégie, no 59,‎ juin 1989, p. 72.
19. 1 2 3  « SOS Aventure : Zombi », Tilt, no 33,‎ juillet-août 1986, p. 146.
20. 1 2 3 4 5 6 7  (en) « Action Test: Zombi », Amstrad Action, no 16,‎ janvier 1987, p. 96.
21. 1 2 3 4 5 6 7 8  « Tests : Zombi », Joystick, no 4,‎ avril 1990, p. 102.
22. 1 2 3 4  (en) « Review: Zombi », Atari ST User, vol. 4, no 5,‎ juillet 1989, p. 29.
23. 1 2 3 4  (de) « Jetzt auch in Deutsch! », ASM,‎ septembre-novembre 1986, p. 40.
24. 1 2 3 4  (en) « Review: Zombi », The One, no 7,‎ avril 1989, p. 69–70.
25. 1 2 3 4 5 6 7  « Ubisoft : du jeu vidéo au rayonnement mondial », sur Les Numériques, 25 mai 2012.
26. 1 2 3 4 5 6  Marco Mosca, « Quand Yves Guillemot, le patron d'Ubisoft, se rêve en Disney français », sur Challenges, 5 janvier 2015.
27. ↑  « Frères Guillemot », sur Gamekult.
28. 1 2  Flore Limantour, « Christian Guillemot. « Le numérique : une chance historique pour la Bretagne » », sur Le Télégramme, 7 février 2015.
29. 1 2 3  Emmanuel Paquette, « Ubisoft : une famille en état de siège », sur Les Échos, 2 mars 2005.
30. 1 2 3  Hervé Rosseau, « Les frères Guillemot « serials entrepreneurs » », sur Le Figaro, 20 mars 2008.
31. 1 2 3  (en) « Games Review: Zombi », Sinclair User, no 98,‎ avril 1990, p. 22.
32. ↑  (en) « Horror Movie Licences: Licence to kill - Bloody Bits », Retro Gamer, no 1,‎ mars 2004, p. 70.
33. ↑  Amaury M., « Dossier - Les zombies dans les jeux vidéo : Les premiers jeux avec des zombies », sur Gamergen, 12 janvier 2014.
34. 1 2 3 4  (en) « Minority Report: ZX Spectrum - Zombi », Retro Gamer, no 204,‎ février 2020, p. 54-55.
35. 1 2 3 4 5 6  (en) « Zombi », The Games Machine, no 28,‎ mars 1990, p. 54.
36. 1 2 3  (it) « Quick: Zombi », Guida Videogiochi, no 4,‎ octobre 1989, p. 45.
37. 1 2 3 4  (en) « Zombi », Your Sinclair, no 52,‎ avril 1990, p. 39.
38. 1 2 3  (es) « Nuevo: Zombi », MicroHobby, no 209,‎ avril 1991, p. 40.
39. ↑  (es) « Zombi », Amstrad Accion, vol. 1, no 0,‎ février 1987, p. 33.
40. 1 2 3 4 5  « Logiciels sur le grill : Zombi », MicroStrad, no 6,‎ juillet/août 1986, p. 17-18.
41. 1 2  (de) « Zombi », ASM,‎ avril 1989, p. 65.
42. ↑  (de) « Zombi », Power Play,‎ mai 1989, p. 52.
43. ↑  « Zombi », Atari Magazine, no 2,‎ juin 1989, p. 64.
44. ↑  (en) « Screenplay: Extra - Zombi », ST Format, no 17,‎ décembre 1990, p. 130.
45. 1 2 3  (en) « Screentest: Zombi », ACE, no 30,‎ mars 1990, p. 37.
46. 1 2 3 4  (en) « Zombi », CU Amiga, no 3,‎ mai 1990, p. 29.
47. ↑  (en) « Zombi », Amiga Joker,‎ mars 1990.
48. ↑  (en) « Döda Män klär sig inte », Datormagazin, no 9,‎ 23 mai 1990-23 juin 1990, p. 32.
49. 1 2  (it) « Zombi », Super Commodore 64/128, vol. 6, no 27,‎ 1989, p. 42.
50. 1 2 3 4  (en) « Review: Zombi », Crash, no 75,‎ avril 1990, p. 42-43.
51. ↑  « Ubisoft, vous connaissez ? », Arcades, no 3,‎ décembre 1987, p. 116-119.
52. 1 2 3 4  (en) Andre Willey, « Games, Games And More Games », STart, vol. 3, no 8,‎ mars 1989.
53. ↑  « Las Vegas, un coup de joystick dans le sable », Tilt, no 52,‎ mars 1988, p. 20.
54. ↑  (en) Arthur Leyenberger, « The 1988 Summer Consumer Electronics Show », ST-Log, no 24,‎ octobre 1988, p. 13.
55. ↑  William Audureau, « Ubisoft et Electronic Arts, grands gagnants du marché du jeu vidéo en 2014 », sur Le Monde - Pixels, 13 mai 2015.
56. ↑  Dr Chocapic, « Ubisoft : les résultats 2007/2008 », sur Gamekult, 25 avril 2008.
57. ↑  David Civera, « Rayman fête ses 20 ans », sur Tom's Hardware, 18 novembre 2015.
58. ↑  « Publicité Micromania », Tilt, no 52,‎ mars 1988, p. 28.
59. ↑  « Rolling Softs », Tilt, no 62,‎ décembre 1988, p. 82-83.
60. ↑  « Pratique : Les Logiciels », Science et Vie micro, no 56,‎ décembre 1988, p. 251.
61. ↑  « Publicité Séquence News », Génération 4, no 26,‎ octobre 1990, p. 151.
62. ↑  (en) « Shopping Express: CPC », New Computer Express, no 136,‎ 15 juin 1991, p. 23.
63. ↑  (de) « Französischer Flaustenfrust », ASM,‎ août-septembre 1991, p. 15.
64. ↑  (en) « Shopping Express: Spectrum », New Computer Express, no 138,‎ 29 juin 1991, p. 21.
65. ↑  (en) « Replay: Compilation - The Ultimate Collection », Your Sinclair, no 72,‎ décembre 1991, p. 67.
66. ↑  (en) « T-Zers », Your Sinclair, no 67,‎ juillet 1991, p. 11.
67. ↑  Sébastien Genvo, « Le jeu d'aventure à la française (1982-1990) », dans Alexis Blanchet, Guillaume Montagnon, Une histoire du jeu vidéo en France : 1960-1991 : des labos aux chambres d'ados, Houdan, Pix'n'Love Éditions, 2020, 447 p. (ISBN 978-2-37188-029-0), p. 339-340
68. ↑  (en) Chris Pereira, « Dishonored Proves Gambling on Original IP Can Still Pay Off », sur 1UP.com, 29 novembre 2012.
69. ↑  (en) Andrew Hayward, « Freaks and tweaks: ZombiU's winding path to launch », sur Polygon, 13 novembre 2012.
70. ↑  (en) Luke Plunkett, « The Wii U's Awesome Zombie Shooter is (Sort of) a Reboot of a 1986 PC Game », sur Kotaku, 11 juin 2012.
71. ↑  (en) Thomas Whitehead, « Australian Rating Confirms That ZombiU is Shuffling Its Way to Xbox One », sur Nintendo Life, 20 juin 2015.
72. ↑  (en) Stew Shearer, « The 50 Greatest Zombies in Games Ever », sur IGN, 31 octobre 2011.